# Sydney Rovers FC
Sydney Rovers Football Club este un club de fotbal din Sydney, Australia care evoluează în A-League.